# Коми научный центр УрО РАН
ФГБУН Федеральный исследовательский центр «Коми научный центр Уральского отделения Российской академии наук» (Коми НЦ УрО РАН) — научный центр Российской академии наук находящийся в городе Сыктывкаре.
Был создан на базе эвакуированных в августе 1941 года в Сыктывкар Кольской и Северной базы Академии наук СССР, однако на официальной основе научный центр стал существовать только с 1944 года. С 1987 года входит в Уральское отделение Российской академии наук (УрО РАН).

## История
Ещё в начале ХХ столетия на территории Республики Коми работали многочисленные научные экспедиции по изучению природных богатств Печорского края и возможностей их использования. Самым первым региональным научным учреждением Российской академии наук была Печорская естественно-историческая станция в Усть-Цильме, основанная ещё в 1906 году.
Первое научное общество — Общество изучения Коми края — было организовано в Усть-Сысольске в 1922 году с целью всестороннего изучения земли Коми. Природные ресурсы края привлекли внимание многочисленных исследовательских центров. Наряду с десятком различных экспедиций и исследовательских групп, которые работали на территории республики, Общество подготовило базу для широкого развертывания научных исследований. Общество изучения Коми края внесло выдающийся вклад в организацию научных разработок в гуманитарной сфере.
В 1930-е годы начинаются планомерные академические исследования на территории Коми АССР. В целях развития исследовательской работы в области истории, коми языка, литературы, сельского хозяйства и геологии в 1934 году в Сыктывкаре создается Коми научно-исследовательский институт.
Таким образом, уже в первые два десятилетия развития автономии Коми были достигнуты важные результаты в изучении истории и культуры коми народа, а научные исследования природных ресурсов заложили основы создания нефтяной и угольной отраслей промышленности. Их развитие прочно связано с именами таких видных исследователей Севера как А. А. Чернов и Г. А. Чернов, В. А. Варсанофьева и другие.
В 1944 году на базе эвакуированных в Сыктывкар Кольской и Северной баз АН СССР была организована База АН СССР в Коми АССР. Создание Базы способствовало быстрому вовлечению в хозяйственный оборот богатых природных ресурсов, а также решению фундаментальных задач теоретического и прикладного характера. В её составе были два отдела: геологический и биологический, а также сектор гидрологии и гидробиологии. Позднее в её состав вошли Отдел языка, письменности и истории коми народа и Выльгортский плодопитомник, преобразованный в Научно-экспериментальный пункт.
В 1949 году Коми база АН СССР была преобразована в Коми филиал АН СССР. В 1958 году был образован первый институт — Институт геологии в составе двух секторов, шести лабораторий и геологического музея. В этом же году было предложено организовать Отдел химии и Отдел энергетики и водного хозяйства. В 1956—1957 годах произошло объединение экономистов филиала в Отдел экономики. В 1962 году был образован Институт биологии в составе десяти лабораторий, в 1970 году создаётся Институт языка, литературы и истории на базе отделов гуманитарного направления.
В 1987 году в связи с образованием Уральского и Дальневосточного отделений АН СССР, Коми филиал был преобразован в Коми научный центр Уральского отделения АН СССР. Годом позже в 1988 году в составе Коми научного центра были организованы новые институты: Институт экономических и социальных проблем Севера и Институт физиологии.
С 1991 года, в связи с преобразованием Академии наук СССР в Российскую академию наук, Коми научный центр стал именоваться Коми научным центром Уральского отделения Российской академии наук. В 1992 году в составе Коми НЦ УрО РАН был образован Отдел математики, а в 1996 году — Институт химии. В 1999 году Институт экономических и социальных проблем Севера совместно с Отделом энергетики образовал Институт социально-экономических и энергетических проблем Севера.
Сегодня Коми научный центр объединяет шесть институтов, ВНЭБС, Отдел математики, Отдел сравнительной кардиологии и Отдел гуманитарных междисциплинарных исследований (включает Научный Архив и Энциклопедию); имеет свою издательскую базу, научную библиотеку, музеи геологии, биологии, археологии и собственную социальную инфраструктуру.
В Коми НЦ сложились и работают широко известные научные школы академиков Н. П. Юшкина по минералогии, М. П. Рощевского по экологической физиологии, Ю. С. Оводова по молекулярной иммунологии и биотехнологии. Активно развивается школа академика А. М. Асхабова.
Проводимые в институтах Коми НЦ УрО РАН фундаментальные и прикладные исследования служат основой инновационного развития, в первую очередь, в природно-ресурсных отраслях хозяйства. Дальнейший план развития Коми научного центра предусматривает существенное расширение исследований в области физико-математических наук, биохимии и комплексного геосистемного анализа, создание при институтах инновационных центров и малых инновационных предприятий, строительство новых корпусов и стационаров.
Коми научный центр вступил в процесс создания Федерального исследовательского центра «Коми научный центр Уральского отделения Российской академии наук» на базе научных организаций, подведомственных ФАНО России и расположенных на территории Республики Коми, который завершился к концу 2018 года.
С 2016 году временно исполняющим обязанности председателя Коми научного центра УрО РАН (с 13 июня 2018 года по июль 2019 года — временно исполняющий обязанности директора ФИЦ Коми НЦ УрО РАН) являлся д. б. н. Володин Владимир Витальевич. В связи с тем, что Центр находится в процессе выборов, временное исполнение обязанностей директора с 26 июля 2019 года Приказом Минобрнауки России возложено на врио первого заместителя директора к. и. н. Алексея Викторовича Самарина. Согласно Приказу Минобрнауки России от 5 августа 2021 года исполняющим обязанности директора c 10 августа 2021 года был назначен д. э. н., профессор Шеломенцев Андрей Геннадьевич. По результатам прошедших 16 июня 2022 года выборов на должность директора была избрана д. б. н. Дёгтева Светлана Владимировна.

## Ключевые даты
- 1922 — создание в Усть-Сысольске Общества изучения Коми края.
- 1934 — создание в Сыктывкаре Коми научно-исследовательского института.
- 1944 — из эвакуированных в Сыктывкар Кольской и Северной баз АН СССР организована База АН СССР в Коми АССР.
- 1949 — Коми база АН СССР была преобразована в Коми филиал АН СССР.
- 1987 — Коми филиал был преобразован в Коми научный центр Уральского отделения АН СССР.
- 1991 — Коми научный центр Уральского отделения Российской академии наук.
- 2018 — реорганизован в Федеральный исследовательский центр путём объединения семи институтов.

## Структура
В 2018 году Коми научный центр УрО РАН имеет семь обособленных подразделений (институтов) и два филиала (станции):
- Институт химии
- Институт биологии
- Институт физиологии
- Институт геологии имени академика Н. П. Юшкина
- Институт языка, литературы и истории
- Институт социально-экономических и энергетических проблем Севера
- Институт агробиотехнологий